# ويز خليفة
كاميرون جبريل توماس (بالإنجليزية: Cameron Jibril Thomaz) المعروف بـ (ويز خليفة) (ولد في 8 سبتمبر 1987، مينوت داكوتا الشمالية، الولايات المتحدة الأمريكية)، هو مغني راب أمريكي. أصدر أول ألبوم له باسم (إظهار وإثبات) عام 2006، ووقّع عقدًا مع شركة (وارنر برذرز ركوردز) للتسجيلات في عام 2007. أصدر ألبومه الثاني باسم (صفقة أو لا صفقة) في نوفمبر 2009. وأصدر ألبومه الثالث باسم (أوراق اللف). تعتبر «أراك مجددا» (بالإنجليزية: see you again) رفقة المغني الأمريكي تشارلي بوث أحدى أهم إنتاجاته الموسيقية ومن أكثر مقاطع الفيديو مشاهدة علي اليوتيوب بمجموع تخطي حتى شهر سبتمبر 2024 حاجز الستة مليارات مشاهدة.

## أصل التسمية
تعود تسمية كاميرون جبريل توماس باسم ويز خليفة إلي جده المسلم من الأب الذي جمع كلمة ويز التي هي بالإنجليزية (wiz) مع الكلمة العربية خليفة، وتشبث ويز خليفة بهذا الاسم وأقدم علي صنع وشم يحمل هذا الأسم في عيد مولده السابع عشر.

## الحياة الشخصية

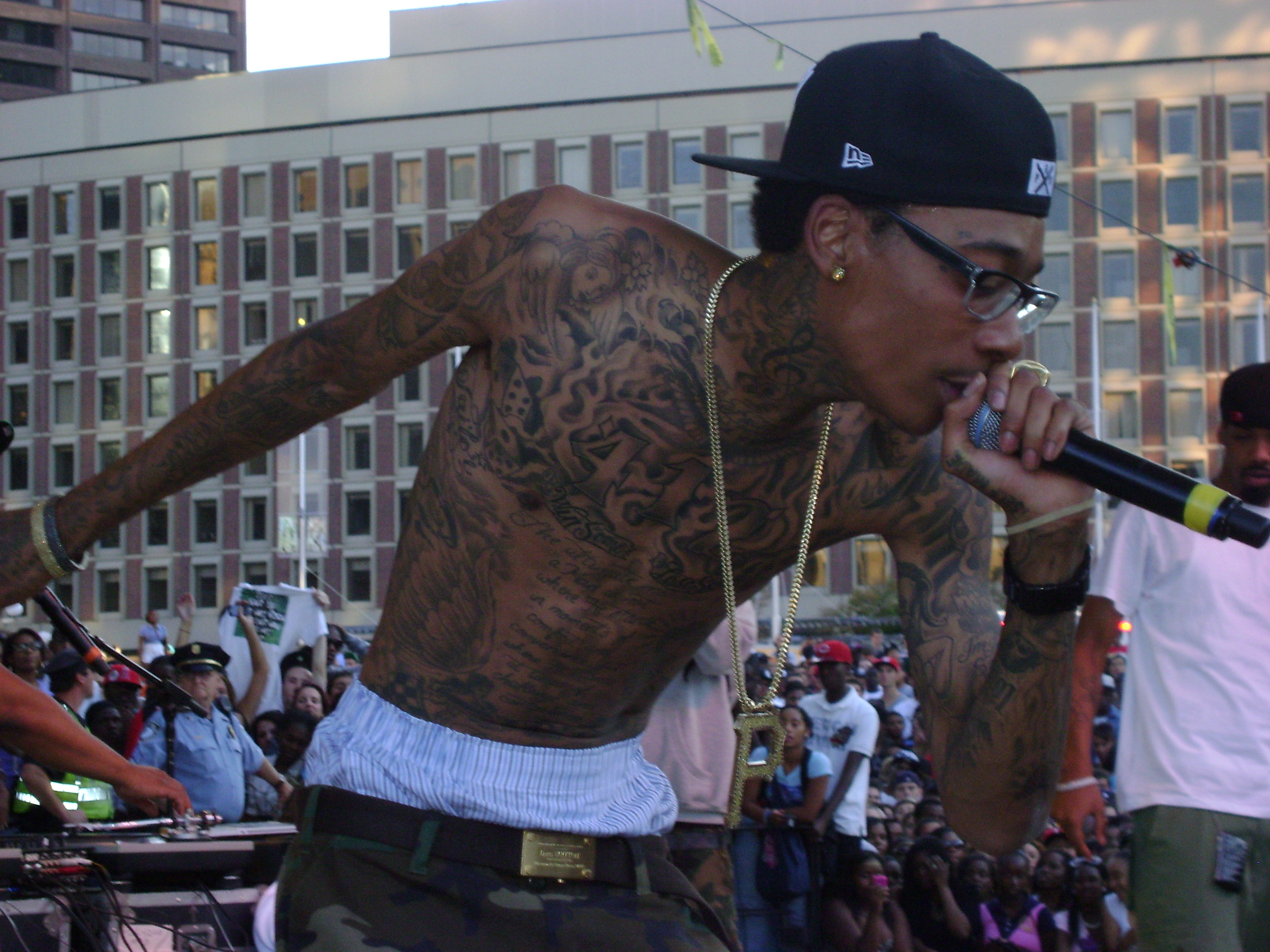
مغني الراب ويز خليفة يؤدي في مشروع بوسطن للموسيقى الحضرية

يعد ويز المسؤول الأول عن انتشار موضة «تشاك تايلور» للسراويل القصيرة والجوارب الطويلة التي انتشرت الصيف الماضي. وبالإضافة إلى كونه الأشهر في ارتداء ملابس «ستريتوير» "(بالإنجليزية: Streetwear)" (وهي ملابس كاجوال، واسعة ومريحة اشتهر بها مغنيين الـ«روك» والـ«راب» الأميركيين)، فهو يرتدي أيضاً الحلي المصقولة بالألماس.

## ديسكوغرافيا

### الألبومات
- 2006 (إظهار وإثبات) بالإنجليزية (Show and Prove)
- 2009 (صفقة أو لا صفقة) بالإنجليزية (Deal or no Deal)
- 2011 (أوراق اللف) بالإنجليزية (Rolling Papers)
- 2014 «(28 غرامز)»
- 2014 "(blacc hollywood)"
- see you again" 2015"

### ألبومات جماعية
- 2011 (ماك وديفين ذاهبين إلى المدرسة الثانوية): مع سنوب دوغ